# Žanna Kulakova
Žanna Kulakova (ur. 8 kwietnia 1965 w Dyneburgu) – łotewska samorządowiec, w latach 2011–2013 burmistrz Dyneburga.

## Życiorys
W 1989 ukończyła studia w Dyneburskim Instytucie Pedagogicznym, uzyskując uprawnienia do nauczania matematyki. W 1990 ukończyła studia z dziedziny psychologii praktycznej w Leningradzkim Uniwersytecie Państwowym.
Pracowała m.in. jako dyrektor Domu Kultury (1987–1989), a także zastępca dyrektora generalnego rosyjskiej filii koncernu "Interkomcentrs – Formula 7" (1989–1992), następnie zaś była szefem spółki "ŽANMI" (1992–2000) oraz pracownikiem administracji rejonu dyneburskiego (2000–2004). Po powrocie do Dyneburga pracowała jako dyrektor podlegającego samorządowi "Centrum Opieki Społecznej i Rehabilitacji". W wyborach 2005 bez powodzenia ubiegała się o mandat radnej z listy Pierwszej Partii Łotwy (LPP). Po zjednoczeniu LPP z LC znalazła się w szeregach LPP/LC. Pełniła funkcje w samorządzie miejskim, była m.in. dyrektorem Wydziału Spraw Społecznych Urzędu Miejskiego. Zasiadała w Komisjach Rady Miejskiej: Przyznawania Pomocy Materialnej oraz Mieszkaniowej.
Mandat uzyskała w wyborach w 2009 jako kandydatka LPP/LC. W czerwcu 2010 została wybrana zastępcą burmistrza miasta z ramienia koalicji LPP/LC – Centrum Zgody. 24 marca 2011 po utracie zaufania do poprzedniego burmistrza przez większość koalicyjną wybrano ją na urząd burmistrza miasta. W kwietniu 2011 objęła funkcję przewodniczącej oddziału LPP/LC w Dyneburgu. Po rozwiązaniu LPP/LC stanęła na czele Partii Rozwoju (łot. Attīstības partija, AP). 24 września 2012 przystąpiła do Partii Reform. W wyborach samorządowych 2013 bez powodzenia ubiegała się o reelekcję do rady.
Związana z sektorem prywatnym, pełniła funkcję przewodniczącej stowarzyszenia "Łatgalskie Zjednoczenie Kobiet Przedsiębiorców" (łot. Latgales lietišķo sieviešu apvienība).